# توماس طومسون
توماس طومسون (بالإنجليزية: Thomas L. Thompson)‏ (و. 1939 – م) هو عالم عقيدة، وأستاذ جامعي، وكاتب سيناريو، من الولايات المتحدة الأمريكية، ولد في ديترويت، ميشيغان.

## التعليم
تعلم في جامعة دوكويسن، وجامعة تمبل.

## مناصب وهيئات
أدار جامعة كوبنهاغن.